# Uzorak (Amberske kronike)
Uzorak (eng. The Pattern) je sjajeći plavi labirint koji se nalazi duboko ispod dvorca Ambera, u špiljama podno planine Kolvir. Sastoji se od jednog zavoja, koji se nikad ne križa i nalikuje na paukovu mrežu. Predstavnici kraljevske obitelji Ambera mogu hodati po Uzorku do njegovog središta da dobiju moć putovanja kroz sjene – moguće svjetove. Kada šetač nogom stane na Uzorak, moraju nastaviti pratiti labirint do središta jer predugo zaustavljanje i napuštanje Uzorka rezultira smrću. 
Hodanje Uzorkom nije lagan zadatak. Postoje prepreke koje usporavaju šetača i svakim korakom je sve teže. Prepreke se zovu velovi – Prvi Veo, Drugi Veo i Završni Veo. Ove prepreke predstavljaju intenzivan otpor, ali prolaskom kroz njih otpor se smanjuje. Kad se šetač nađe u središtu, može narediti Uzorku da ga prebaci gdje god želi – na drugu stranu sobe, natrag u dvorac Ambera, u drugu sjenu, na Zemlju i slično. Primarni Uzorak čuva zmaj Wyvern kojeg je tamo postavio Dworkin.

## Ostali Uzorci
Postoje i drugi, alternativni Uzorci. Osim primarnog Uzorka, jedan se nalazi u Rebmi, sjeni koja odražava Amber pod morem, drugi je na Tir-na Nog'thu, gradu-sjeni Ambera, zatim Uzorak kojeg je napravio Corwin i lažne verzije Uzoraka u raznim sjenama. Potonji se zovu i Razlomljeni Uzorci, te njima može hodati svatko tko ima hrabrosti. Daju iste moći kao i primarni Uzorak, a snagu dobivaju direktno iz prijeloma. Što je Razlomljeni Uzorak dalje od Ambera, to je rizik hodanja njime veći.  

## Sudnji kamen
Sudnji kamen je veliki rubin koji se nosi kao ogrlica. Kako priča napreduje, raste njegova važnost. Ispočetka se koristio za kontrolu vremena u bitkama, ali kada ga je Corwin nosio dok je hodao Uzorkom, iskoristio je snagu Uzorka i projicirao ga u Sudnji kamen i tako dobio novi nivo moći. Corwin je iskoristio Sudnji kamen da napravi vlastiti Uzorak kad je mislio da je primarni uništen. Stojeći u središtu, bio je u mogućnosti prebaciti se u završnu bitku kod Dvora Kaosa.
U Merlinovom ciklusu doznaje se i da je Sudnji kamen bio lijevo oko Zmije Kaosa kojeg je ukrao Jednorog u davnoj prošlosti. Na kraju je završio kao zamjensko oko za Coral omogućujući joj da vidi putove budućnosti.